# Căsoaia
Căsoaia falu Romániában, Erdélyben, Fehér megyében.

## Fekvése
Târsa közelében fekvő település.

## Története
Căsoaia korábban Târsa része volt, 1956 táján vált külön településsé, ekkor 91 lakosa volt. 1966-ban 230 lakosából 227 román, 1 magyar volt. 1977-ben 68, 1992-ben 46, 2002-ben 38 román lakosa volt.